# Теория на парите и кредита
„Теория на парите и кредита“ (на немски: Theorie des Geldes und der Umlaufsmittel) е книга на австрийския икономист Лудвиг фон Мизес, издадена през 1912 година във Виена.
Тя е първият по-мащабен труд на Фон Мизес, в която той доразвива възгледите на Карл Менгер за произхода на парите, опитвайки се да обоснове тяхната стойност със самата им полезност като средство за обмен.